# 啟思小學
啟思小學（英語：Creative Primary School）成立於1985年，是香港一家私立全日制男女小學，由啟思教育團體主辦，校舍位於九龍仔牛津道，是模範英文中學的舊校舍。其直屬中學是啟思中學。啟思小學也是香港其中一間國際文憑的小學。

## 校政管理
歷任校監
- 方俠 先生[1]

歷任校長
- 戴林秀梅 女士
- 陳素明 女士

## 著名/傑出校友
- 大J：香港YouTuber
- 蘇逴殷：香港男演員
- 鄧駿銘：香港著名舞蹈員及編舞家

## 外部連結
- 啟思小學學校網址（页面存档备份，存于）